# Participantes do Giro de Itália de 2014
O Giro d'Italia de 2014, contou com a participação de 22 equipas de 9 ciclistas a cada um, totalizando 198 corredores que iniciaram a corrida. Produziram-se 42 abandonos finalizando 156 competidores. As únicas equipas que culminaram com a formação completa foram o Movistar e o Trek Factory Racing, enquanto o Orica GreenEDGE finalizou com só 2 corredores.
| Astana AST               | Astana AST        | Astana AST |
| ------------------------ | ----------------- | ---------- |
| Dorsal                   | Ciclista          | Posição    |
| 1                        | Michele Scarponi  | AB-16      |
| 2                        | Valerio Agnoli    | 71º        |
| 3                        | Fabio Aru         | 3º         |
| 4                        | Janez Brajkovič   | AB-6       |
| 5                        | Enrico Gasparotto | 97º        |
| 6                        | Borut Božič       | 124º       |
| 7                        | Mikel Landa       | 34º        |
| 8                        | Paolo Tiralongo   | 45º        |
| 9                        | Andrey Zeits      | 102º       |
| Directores desportivos : |                   |            |

| Ag2r La Mondiale ALM     | Ag2r La Mondiale ALM | Ag2r La Mondiale ALM |
| ------------------------ | -------------------- | -------------------- |
| Dorsal                   | Ciclista             | Posição              |
| 11                       | Domenico Pozzovivo   | 5º                   |
| 12                       | Davide Appollonio    | FC-11                |
| 13                       | Julien Bérard        | 70º                  |
| 14                       | Maxime Bouet         | 38º                  |
| 15                       | Axel Domont          | 58º                  |
| 16                       | Hubert Dupont        | 16º                  |
| 17                       | Patrick Gretsch      | 95º                  |
| 18                       | Matteo Montaguti     | 44º                  |
| 19                       | Alexis Vuillermoz    | 11º                  |
| Directores desportivos : |                      |                      |

| Androni Giocattoli-Venezuela AND | Androni Giocattoli-Venezuela AND | Androni Giocattoli-Venezuela AND |
| -------------------------------- | -------------------------------- | -------------------------------- |
| Dorsal                           | Ciclista                         | Posição                          |
| 21                               | Franco Pellizotti                | 12º                              |
| 22                               | Manuel Belletti                  | NP-14                            |
| 23                               | Marco Frapporti                  | 108º                             |
| 24                               | Yonder Godoy                     | 76º                              |
| 25                               | Johnny Hoogerland                | 105º                             |
| 26                               | Marco Bandiera                   | 142º                             |
| 27                               | Jackson Rodríguez                | 86º                              |
| 28                               | Diego Rosa                       | AB-18                            |
| 29                               | Emanuele Sella                   | 63º                              |
| Directores desportivos :         |                                  |                                  |

| Bardiani CSF BAR         | Bardiani CSF BAR    | Bardiani CSF BAR |
| ------------------------ | ------------------- | ---------------- |
| Dorsal                   | Ciclista            | Posição          |
| 31                       | Stefano Pirazzi     | 85º              |
| 32                       | Enrico Battaglin    | 52º              |
| 33                       | Nicola Boem         | 128º             |
| 34                       | Francesco Bongiorno | 59º              |
| 35                       | Marco Canola        | 122º             |
| 36                       | Sonny Colbrelli     | 94º              |
| 37                       | Enrico Barbin       | 119º             |
| 38                       | Nicola Ruffoni      | FC-11            |
| 39                       | Edoardo Zardini     | 53º              |
| Directores desportivos : |                     |                  |

| Belkin BEL               | Belkin BEL         | Belkin BEL |
| ------------------------ | ------------------ | ---------- |
| Dorsal                   | Ciclista           | Posição    |
| 41                       | Wilco Kelderman    | 7º         |
| 42                       | Jetse Bol          | 156º       |
| 43                       | Rick Flens         | 132º       |
| 44                       | Marc Goos          | 35º        |
| 45                       | Martijn Keizer     | 67º        |
| 46                       | Steven Kruijswijk  | AB-9       |
| 47                       | David Tanner       | 130º       |
| 48                       | Maarten Tjallingii | 92º        |
| 49                       | Jos Van Emden      | 107º       |
| Directores desportivos : |                    |            |

| BMC Racing BMC           | BMC Racing BMC   | BMC Racing BMC |
| ------------------------ | ---------------- | -------------- |
| Dorsal                   | Ciclista         | Posição        |
| 51                       | Cadel Evans      | 8º             |
| 52                       | Brent Bookwalter | 68º            |
| 53                       | Yannick Eijssen  | AB-10          |
| 54                       | Ben Hermans      | 72º            |
| 55                       | Steve Morabito   | 25º            |
| 56                       | Daniel Oss       | 103º           |
| 57                       | Manuel Quinziato | 112º           |
| 58                       | Samuel Sánchez   | 24º            |
| 59                       | Danilo Wyss      | 84º            |
| Directores desportivos : |                  |                |

| Cannondale CAN           | Cannondale CAN       | Cannondale CAN |
| ------------------------ | -------------------- | -------------- |
| Dorsal                   | Ciclista             | Posição        |
| 61                       | Ivan Basso           | 15º            |
| 62                       | Oscar Gatto          | 116º           |
| 63                       | Michel Koch          | 152º           |
| 64                       | Paolo Longo Borghini | 99º            |
| 65                       | Alan Marangoni       | 137º           |
| 66                       | Moreno Moser         | 120º           |
| 67                       | Daniele Ratto        | 126º           |
| 68                       | Davide Villella      | AB-6           |
| 69                       | Elia Viviani         | 145º           |
| Directores desportivos : |                      |                |

| Colombia COL             | Colombia COL         | Colombia COL |
| ------------------------ | -------------------- | ------------ |
| Dorsal                   | Ciclista             | Posição      |
| 71                       | Fabio Duarte         | 28º          |
| 72                       | Rodolfo Torres       | 81º          |
| 73                       | Edwin Ávila          | FC-9         |
| 74                       | Robinson Chalapud    | 75º          |
| 75                       | Leonardo Duque       | 78º          |
| 76                       | Jarlinson Pantano    | 32º          |
| 77                       | Carlos Quintero      | 117º         |
| 78                       | Jeffrey Romero       | 149º         |
| 79                       | Miguel Ángel Rubiano | 101º         |
| Directores desportivos : |                      |              |

| Fdj.fr FDJ               | Fdj.fr FDJ         | Fdj.fr FDJ |
| ------------------------ | ------------------ | ---------- |
| Dorsal                   | Ciclista           | Posição    |
| 81                       | Nacer Bouhanni     | 140º       |
| 82                       | Sébastien Chavanel | 150º       |
| 83                       | Arnaud Courteille  | AB-16      |
| 84                       | Murilo Fischer     | 135º       |
| 85                       | Alexandre Geniez   | 13º        |
| 86                       | Johan Le Bon       | 89º        |
| 87                       | Francis Mourey     | 33º        |
| 88                       | Laurent Pichon     | 129º       |
| 89                       | Jussi Veikkanen    | 109º       |
| Directores desportivos : |                    |            |

| Garmin Sharp GRS         | Garmin Sharp GRS          | Garmin Sharp GRS |
| ------------------------ | ------------------------- | ---------------- |
| Dorsal                   | Ciclista                  | Posição          |
| 91                       | Ryder Hesjedal            | 9º               |
| 92                       | André Cardoso             | 20º              |
| 93                       | Thomas Dekker             | AB-16            |
| 94                       | Tyler Farrar              | 147º             |
| 95                       | Koldo Fernández de Larrea | NP-2             |
| 96                       | Nathan Haas               | 104º             |
| 97                       | Daniel Martin             | AB-1             |
| 98                       | Dylan Van Baarle          | NP-15            |
| 99                       | Fabian Wegmann            | AB-11            |
| Directores desportivos : |                           |                  |

| Lampre-Merida LAM        | Lampre-Merida LAM  | Lampre-Merida LAM |
| ------------------------ | ------------------ | ----------------- |
| Dorsal                   | Ciclista           | Posição           |
| 100                      | Damiano Cunego     | 19º               |
| 101                      | Winner Anacona     | 62º               |
| 102                      | Matteo Bono        | 77º               |
| 103                      | Mattia Cattaneo    | 64º               |
| 104                      | Roberto Ferrari    | 144º              |
| 105                      | Manuele Mori       | 118º              |
| 106                      | Przemysław Niemiec | 49º               |
| 107                      | Jan Polanc         | 42º               |
| 109                      | Diego Ulissi       | NP-18             |
| Directores desportivos : |                    |                   |

| Lotto Belisol LTB        | Lotto Belisol LTB  | Lotto Belisol LTB |
| ------------------------ | ------------------ | ----------------- |
| Dorsal                   | Ciclista           | Posição           |
| 111                      | Maxime Monfort     | 14º               |
| 112                      | Lars Ytting Bak    | 56º               |
| 113                      | Kenny Dehaes       | FC-19             |
| 114                      | Gert Dockx         | 115º              |
| 115                      | Adam Hansen        | 73º               |
| 116                      | Sander Armée       | 47º               |
| 117                      | Tosh Van Der Sande | 93º               |
| 118                      | Tim Wellens        | 54º               |
| 119                      | Dennis Vanendert   | NP-14             |
| Directores desportivos : |                    |                   |

| Movistar MOV             | Movistar MOV         | Movistar MOV |
| ------------------------ | -------------------- | ------------ |
| Dorsal                   | Ciclista             | Posição      |
| 121                      | Nairo Quintana       | 1º           |
| 122                      | Andrey Amador        | 110º         |
| 123                      | Igor Antón           | 37º          |
| 124                      | Eros Capecchi        | 79º          |
| 125                      | Jonathan Castroviejo | 57º          |
| 126                      | José Herrada         | 23º          |
| 127                      | Gorka Izagirre       | 83º          |
| 128                      | Fran Ventoso         | 125º         |
| 129                      | Adriano Malori       | 121º         |
| Directores desportivos : |                      |              |

| Neri Sottoli NRI         | Neri Sottoli NRI  | Neri Sottoli NRI |
| ------------------------ | ----------------- | ---------------- |
| Dorsal                   | Ciclista          | Posição          |
| 131                      | Matteo Rabottini  | 17º              |
| 132                      | Giorgio Cecchinel | NP-6             |
| 133                      | Ramón Carretero   | AB-7             |
| 134                      | Francesco Chicchi | NP-9             |
| 135                      | Daniele Colli     | AB-16            |
| 136                      | Andrea Fedi       | 148º             |
| 137                      | Mauro Finetto     | AB-16            |
| 138                      | Jonathan Monsalve | 66º              |
| 139                      | Simone Ponzi      | 106º             |
| Directores desportivos : |                   |                  |

| Omega Pharma-Quick Step OPQ | Omega Pharma-Quick Step OPQ | Omega Pharma-Quick Step OPQ |
| --------------------------- | --------------------------- | --------------------------- |
| Dorsal                      | Ciclista                    | Posição                     |
| 141                         | Rigoberto Urán              | 2º                          |
| 142                         | Gianluca Brambilla          | 29º                         |
| 143                         | Thomas De Gendt             | 65º                         |
| 144                         | Iljo Keisse                 | 139º                        |
| 145                         | Serge Pauwels               | 31º                         |
| 146                         | Alessandro Petacchi         | AB-16                       |
| 147                         | Wout Poels                  | 21º                         |
| 148                         | Pieter Serry                | 74º                         |
| 149                         | Julien Vermote              | 88º                         |
| Directores desportivos :    |                             |                             |

| Orica GreenEDGE OGE      | Orica GreenEDGE OGE | Orica GreenEDGE OGE |
| ------------------------ | ------------------- | ------------------- |
| Dorsal                   | Ciclista            | Posição             |
| 151                      | Ivan Santaromita    | NP-18               |
| 152                      | Luke Durbridge      | AB-11               |
| 153                      | Michael Hepburn     | 154º                |
| 154                      | Brett Lancaster     | NP-7                |
| 155                      | Michael Matthews    | NP-11               |
| 156                      | Cameron Meyer       | NP-8                |
| 157                      | Mitchell Docker     | AB-15               |
| 158                      | Svein Tuft          | 155º                |
| 159                      | Pieter Weening      | AB-14               |
| Directores desportivos : |                     |                     |

| Europcar EUC             | Europcar EUC     | Europcar EUC |
| ------------------------ | ---------------- | ------------ |
| Dorsal                   | Ciclista         | Posição      |
| 161                      | Pierre Rolland   | 4º           |
| 162                      | Yukiya Arashiro  | 127º         |
| 163                      | Angelo Tulik     | 123º         |
| 164                      | Tony Hurel       | 134º         |
| 165                      | Davide Malacarne | 39º          |
| 166                      | Maxime Méderel   | AB-7         |
| 167                      | Perrig Quéméneur | 80º          |
| 168                      | Romain Sicard    | 51º          |
| 169                      | Björn Thurau     | AB-16        |
| Directores desportivos : |                  |              |

| Giant Shimano GIA        | Giant Shimano GIA | Giant Shimano GIA |
| ------------------------ | ----------------- | ----------------- |
| Dorsal                   | Ciclista          | Posição           |
| 171                      | Marcel Kittel     | NP-4              |
| 172                      | Bert De Backer    | 133º              |
| 173                      | Simon Geschke     | 69º               |
| 174                      | Tobias Ludvigsson | AB-12             |
| 175                      | Luka Mezgec       | 136º              |
| 176                      | Georg Preidler    | 27º               |
| 177                      | Tom Stamsnijder   | 143º              |
| 178                      | Albert Timmer     | 87º               |
| 179                      | Tom Veelers       | 146º              |
| Directores desportivos : |                   |                   |

| Katusha KAT              | Katusha KAT       | Katusha KAT |
| ------------------------ | ----------------- | ----------- |
| Dorsal                   | Ciclista          | Posição     |
| 181                      | Joaquim Rodríguez | NP-7        |
| 182                      | Maxim Belkov      | 90º         |
| 183                      | Giampaolo Caruso  | AB-6        |
| 184                      | Vladimir Gusev    | 60º         |
| 185                      | Alberto Losada    | 36º         |
| 186                      | Daniel Moreno     | 41º         |
| 187                      | Luca Paolini      | 111º        |
| 188                      | Ángel Vicioso     | AB-6        |
| 189                      | Eduard Vorganov   | 55º         |
| Directores desportivos : |                   |             |

| Sky SKY                  | Sky SKY              | Sky SKY |
| ------------------------ | -------------------- | ------- |
| Dorsal                   | Ciclista             | Posição |
| 191                      | Dario Cataldo        | 26º     |
| 192                      | Edvald Boasson Hagen | NP-16   |
| 193                      | Philip Deignan       | 43º     |
| 194                      | Bernhard Eisel       | 138º    |
| 195                      | Sebastián Henao      | 22º     |
| 196                      | Christopher Sutton   | 153º    |
| 197                      | Salvatore Puccio     | 98º     |
| 198                      | Kanstantsín Siutsou  | AB-14   |
| 199                      | Ben Swift            | 113º    |
| Directores desportivos : |                      |         |

| Tinkoff-Saxo TCS         | Tinkoff-Saxo TCS        | Tinkoff-Saxo TCS |
| ------------------------ | ----------------------- | ---------------- |
| Dorsal                   | Ciclista                | Posição          |
| 201                      | Nicolas Roche           | 30º              |
| 202                      | Christopher Juul Jensen | 100º             |
| 203                      | Rafał Majka             | 6º               |
| 204                      | Evgeni Petrov           | 48º              |
| 205                      | Paweł Poljański         | 50º              |
| 206                      | Ivan Rovny              | 46º              |
| 207                      | Chris Anker Sørensen    | NP-12            |
| 208                      | Jay McCarthy            | 91º              |
| 209                      | Michael Rogers          | 18º              |
| Directores desportivos : |                         |                  |

| Trek Factory Racing TFR  | Trek Factory Racing TFR | Trek Factory Racing TFR |
| ------------------------ | ----------------------- | ----------------------- |
| Dorsal                   | Ciclista                | Posição                 |
| 211                      | Robert Kiserlovski      | 10º                     |
| 212                      | Eugenio Alafaci         | 151º                    |
| 213                      | Julián Arredondo        | 61º                     |
| 214                      | Fabio Felline           | 96º                     |
| 215                      | Danilo Fundo            | 114º                    |
| 216                      | Giacomo Nizzolo         | 141º                    |
| 217                      | Boy van Poppel          | 131º                    |
| 218                      | Fumiyuki Beppu          | 82º                     |
| 219                      | Riccardo Zoidl          | 40º                     |
| Directores desportivos : |                         |                         |

## Legenda
| Legenda | Legenda | Legenda | Legenda                                                                                                |
| ------- | --- | ------- | --- |
| Num     | Dorsal da cada ciclista                                                                                     | Pos     | Posição final na classificação geral                                                                   |
|         | Indica o vencedor do Giro de Itália                                                                         |         | Indica o vencedor da classificação da montanha                                                         |
|         | Indica o vencedor da classificação por pontos                                                               |         | Incdica o vencedor da classificação dos jovens                                                         |
| #       | Indica a melhor equipa                                                                                      | NP      | Indica o ciclista que não tomo a saída de uma etapa, seguido do número de etapa na que se retirou      |
| AB      | Indica que o ciclista não acabou uma etapa, seguido do número de etapa na que se retirou                    | FC      | Indica um ciclista que terminou a etapa fora de controle, seguido do número de etapa na que se retirou |
| EX      | Ciclista excluído da competição por não cumprir o regulamento, seguido do número de etapa na que se retirou |         | |